# مراحل الموت
مراحل وفاة الإنسان لها جوانب طبية وكيميائية حيوية وقانونية. ينطبق مصطلح التاريخ الحفري من الإحَاثَة على مصير جميع أنواع بقايا الكائنات الحية، مع اهتمام الطب الشرعي ببقايا جسم الإنسان.

## تاريخ
يُطلق على الدراسة الأكاديمية للموت اسم ثاناتولوجي، وهو مجال ابتكره إيليا ميتشنيكوف في أوائل القرن العشرين. يركز علم الموت على وصف التعديلات الجسدية بعد الوفاة، فضلاً عن وجهات النظر المتعلقة بالجوانب النفسية والاجتماعية والطبية والأخلاقية والروحية للموت.

## تعريف الموت
قبل الثمانينيات، عرّف المعيار القانوني الوفاة أنها غياب وظيفة القلب والرئة بما في ذلك فقدان جميع العلامات الحيوية. ومع ذلك، مع تقدم التقنية الطبية، كانت هناك حالات قد يفقد فيها المرء وظائف المخ ويحافظ على وظيفة القلب والرئة. أدى ذلك إلى قيام الجمعية الطبية الأمريكية، ونقابة المحامين الأمريكية بالتعاون مع المؤتمر الوطني للمفوضين حول قوانين الولاية الموحدة في الثمانينيات بتوسيع تعريف الموت عن طريق قانون تحديد الموت الموحد (UDDA). بموجب هذا القانون، يُعرف الموت أنه فقدان وظيفة القلب والرئة أو فقدان وظائف المخ مُتضمنًا جذع الدماغ والقشرة.

## العلامات السريرية ومراحل الوفاة
علامات الموت أو الإشارات القوية على أن الحيوان داخلي الحرارة لم يعد على قيد الحياة هي:
- توقف التنفس (لا تنفس)

- توقف القلب (دون نبض)

- الموت الدماغي (دون نشاط عصبي)

يعد القلب والرئتان من الأعضاء الحيوية لحياة الإنسان نظرًا لقدرتهما على أكسجة دم الإنسان (الرئتين) مثلما ينبغي وتوزيع هذا الدم على جميع الأعضاء الحيوية (القلب). وإن فشل القلب في ضخ الدم أو الرئتين للحصول على الأكسجين يؤدي إلى الموت القلبي الرئوي إذ يتوقف القلب عن الضخ ولا يوجد نبض. في الدماغ، يتجلى ذلك في حالة نقص الأكسجين التي تؤدي إلى الوذمة الدماغية وبذلك زيادة الضغط داخل الجمجمة. يمكن أن يؤدي ارتفاع الضغط داخل الجمجمة إلى مزيد من الاضطراب في تدفق الدم في المخ، مما يؤدي إلى نخر أو موت الأنسجة. الآلية المذكورة أعلاه هي السبب الأكثر شيوعًا لموت الدماغ، ولكن زيادة الضغط داخل الجمجمة لا تحدث دائمًا بسبب توقف في وظائف القلب والرئة. تؤدي إصابات الدماغ الرضحية والنزيف تحت العنكبوتية أيضًا إلى زيادة الضغط داخل الجمجمة في الدماغ مما يؤدي إلى توقف وظائف الدماغ وثم الموت. في حين يمكن تقييم الموت القلبي الرئوي بسهولة بالبحث عن وجود النبض، أو تحديد النشاط الكهربائي بتتبع مخطط كهربية القلب، فإن تقييم موت الدماغ يكون أكثر دقة قليلاً. وفقًا للكليات الملكية الطبية في المملكة المتحدة، فإن تشخيص الموت الدماغي هو عملية ذات شقين بما في ذلك 1) تحديد سبب تلف الدماغ الذي لا رجعة فيه واستبعاد الأسباب القابلة للعكس لتلف الدماغ و2) إجراء سلسلة من الاختبارات السريرية والمخبرية لتقييم وظيفة جذع الدماغ.
يختلف تعريف الموت الحكمي، ووثائقه الرسمية في شهادة الوفاة، وفقًا للاختصاص القضائي. تنطبق الشهادة على الموت الجسدي، الذي يقابل وفاة الشخص، وله تعريفات مختلفة ولكنه يصف في الغالب نقصًا في العلامات الحيوية ووظائف المخ. الموت على مستوى الخلايا، يسمى بالموت الجزيئي أو موت الخلية، يأتي بعد عدة ساعات. هذه الفوارق، واستقلالية الأطباء الذين يشهدون بالوفاة القانونية، مهمة في حصاد الأعضاء.

## التغييرات بعد الوفاة

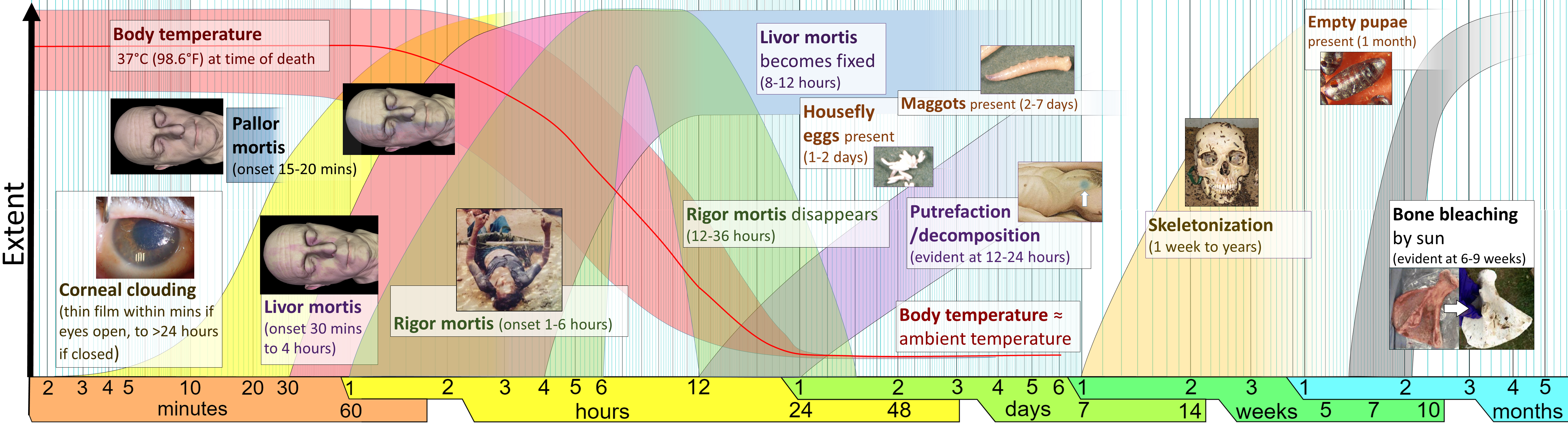
الجدول الزمني لتغييرات ما بعد الوفاة (مراحل الوفاة).

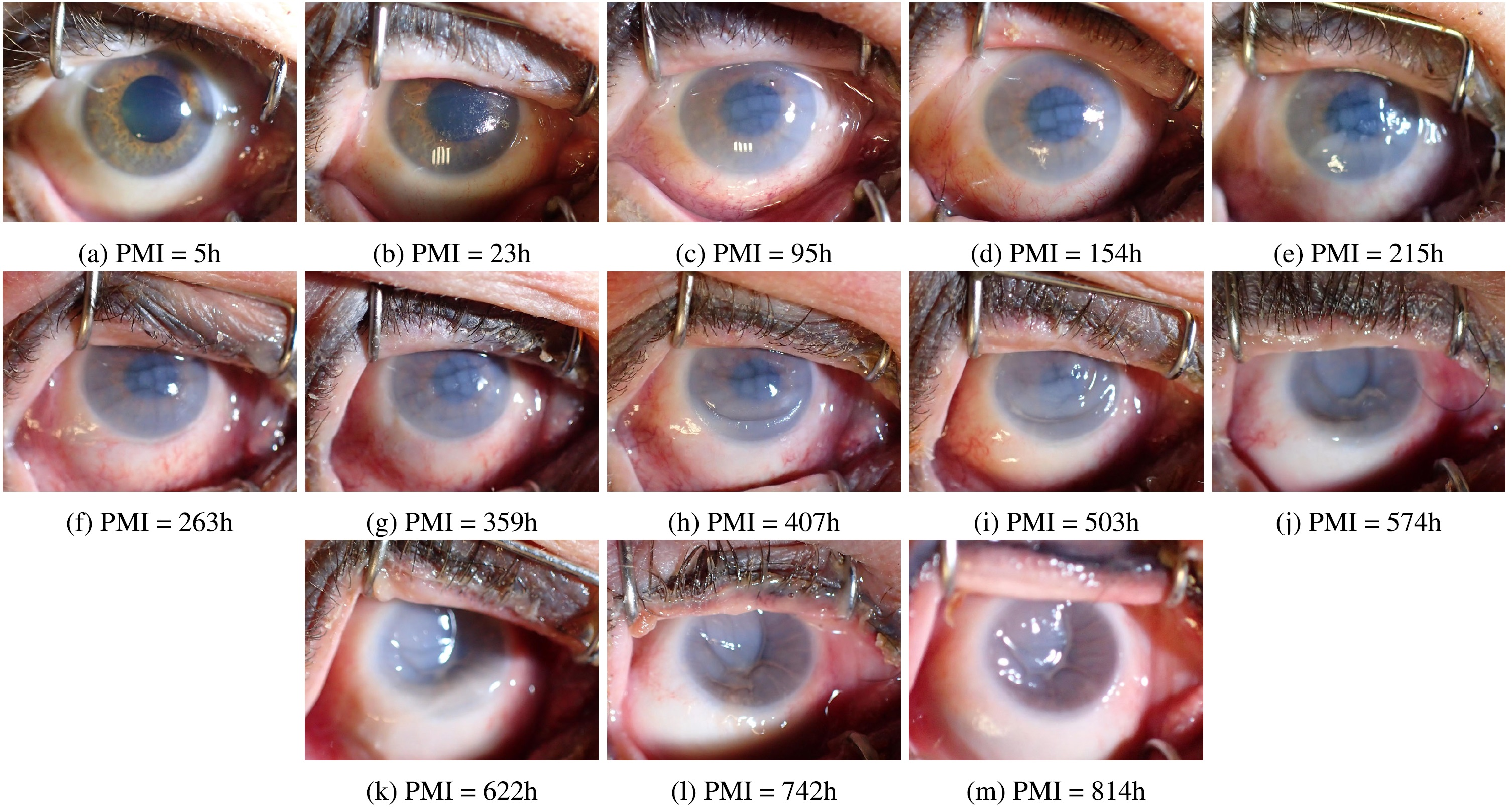
مثال على عتامة القرنية بعد الوفاة.

تشير تغييرات ما بعد الوفاة إلى سلسلة التغييرات التي تحدث للجسم بعد الوفاة. تُقسم هذه التغييرات عمومًا بين التغييرات المبكرة بعد الوفاة والتغييرات المتأخرة بعد الوفاة (المعروفة أيضًا باسم التحلل). تحدث هذه التغييرات على طول سلسلة متصلة وتكون مفيدة في تحديد مدة ما بعد الوفاة، وهي المدة بين الوفاة والفحص.
المراحل التي تلي الموت بفترة وجيزة هي:
عتامة القرنية أو «الضبابية».
- شحوب الموت، شحوب يحدث في أول 15-120 دقيقة بعد الوفاة.

- برودة الموت، انخفاض درجة حرارة الجسم بعد الموت. هذا عمومًا انخفاض مستمر حتى مطابقة درجة الحرارة المحيطة.

- التخشب الموتي، تصبح أطراف الجثة صلبة (صرامة باللاتينية) ويصعب تحريكها أو التلاعب بها.

- ازرقاق الجثة، أو ازرقاق، لاستقرار الدم في الجزء السفلي (المتدلي) من الجسم.

- التفسخ، علامات التحلل الأولى.

من بين هذه العلامات، مع الأضرار المميتة الواضحة للجسد، فإن العلامات القاطعة للوفاة في الكتاب التعليمي الواضحة للشخص العادي هي: شحوب الموت والتخشب الموتي وازرقاق الجثة والتفسخ.
تشير العلامات الأساسية للوفاة إلى نهاية التنفس ونبضات القلب والدورة الدموية، أو إلى برودة الموت، وازرقاق الجثة، والتخشب الموتي؛ وأدى اعتماد تعريف الموت الدماغي إلى تقليل مركزية هذه العلامات. في مصطلحات معاصرة أكثر وضوحًا، يُطلق على برودة الموت وازرقاق الجثة والتخشب الموتي «الوفاة المبكرة»، تمييزًا عن تغييرات «الوفاة الفورية» المرتبطة بوقف الوظائف الجسدية، مثلما تشير العلامات الحيوية. باستخدام منظار العين، تظهر التغيرات في الدم في شبكية العين بسرعة.
تُتبع تلك المراحل، في علم التاريخ الحفري، عبر
- التحلل، الاختزال إلى أشكال أبسط من المادة، مصحوبًا برائحة قوية كريهة.

- التحول لهيكل عظمي، نهاية التحلل، إذ تحللت جميع الأنسجة الرخوة، ولم يتبق سوى الهيكل العظمي.

- التحجر، الحفاظ الطبيعي لبقايا الهيكل العظمي التي تكونت على مدى مدة طويلة جدًا. قد لا تحدث هذه المرحلة، اعتمادًا على ظروف وظروف البيئة المحيطة.

### مراحل التحلل
كان لأوصاف التحلل أعداد متفاوتة من المراحل المنفصلة. فيما يلي تفصيل لعملية من 5 مراحل طورها جالواي وزملاؤه التي تستخدم بشكل شائع في علم الأمراض الشرعي:
- المرحلة 1: التحلل الحديث - نحو نصف الجثث تظهر عليها علامات الازرقاق ولا توجد علامات على وجود حشرات.

- المرحلة 2: التحلل المبكر - تنمو البكتيريا في جميع أنحاء الجسم، وتطلق الغازات، بما في ذلك الكادافيرين، التي بدورها تنفخ الجسم وتسبب رائحة كريهة.

- المرحلة 3: التحلل المتقدم - تجلب هذه المرحلة مزيدًا من التلون إلى الجسم. تبدأ الغازات الناتجة عن الاضمحلال البكتيري في الهروب مسببة رائحة قوية.

- المرحلة 4: التحول لهيكل عظمي – تتميع الأعضاء الداخلية ويبدأ الجسم في الجفاف.

- المرحلة 5: التحلل الشديد - تقدم التحول لهيكل العظمي مع التبييض والتقشير وفقدان أجزاء واسعة من العظام الطويلة.